# دايجو تاكاهاشي
دايجو تاكاهاشي (17 أبريل 1999 في اليابان - ) (باليابانية: 髙橋 大悟) هو لاعب كرة قدم ياباني في مركز الهجوم.

## وصلات خارجية
- دايجو تاكاهاشي على موقع رابطة كرة القدم اليابانية للمحترفين (اليابانية)
- دايجو تاكاهاشي على موقع قاعدة بيانات كرة القدم.إي يو (الإنجليزية)
- دايجو تاكاهاشي على موقع Soccerway.com (الإنجليزية)
- دايجو تاكاهاشي على موقع عالم كرة القدم.نت (الإنجليزية)